# تئا فالکو
تئا فالکو (ایتالیایی: Tea Falco؛ زادهٔ ۱۱ اوت ۱۹۸۶) بازیگر و عکاس اهل ایتالیا است.
در زمینه عکاسی، او از سال ۲۰۰۰ در سیسیل، سرزمینی که در آن به دنیا آمده، شروع به برگزاری نمایشگاه کرد. از سال ۲۰۰۹ در نمایشگاه‌های انفرادی و گروهی متعددی در رم، کامپانیا، بولونیا و همچنین در یونان و لس‌آنجلس شرکت کرده است. او جوایز متعددی در حوزه عکاسی کسب کرده است، از جمله جایزه آرت این کوارت در اکتبر ۲۰۱۰ و جایزه بازیلیو کاسلا در مه ۲۰۱۱. او همچنین آثاری خودزندگی‌نامه‌ای را در قالب عکس‌های سلف‌پرتره و ویدئو انجام می‌دهد.
از فیلم‌ها یا مجموعه‌های تلویزیونی که وی در آن‌ها نقش داشته‌است، می‌توان به من و تو و هیچ‌کجا مثل خانه نیست اشاره نمود.